# 손인호 (가수)
손인호(본명: 손효찬, 1926년 5월 6일 ~ 2016년 7월 16일)는 대한민국의 트로트 가수로, 종교는 개신교(장로회)이다.
영화녹음기사로 1950년대에서 1980년대 초까지 한양녹음실에서 대표기사로 활동했다.

## 생애
1926년 일본제국령 조선 평안북도 창성군 (현 조선민주주의인민공화국 평안북도 창성군)에서 출생하였으며 지난 날 한때 평안북도 벽동군에서 잠시 유아기를 보낸 적이 있고 훗날 수풍댐 건설로 인하여 고향이 물에 잠기자 1938년에 만주국 신징으로 이주하여 살았다. 해방 후 귀국하였으며, 1946년 관서콩쿨대회에서 1등을 차지하였고, 심사위원의 권유로 인하여 월남하였다. 이어 KPK 악단에서 가수 생활을 했고, 한국 전쟁 체제를 전후해 녹음기사로 전업하였다. 그러다가 1954년 작곡가 박시춘에게 <나는 울었네>, <숨쉬는 거리> 두 곡을 받아 취입, 크게 히트시켰다.
이후 그는 "신세기 레코드"를 거쳐 "오아시스 레코드"에서 <비 내리는 호남선>을 발표하였고, 계속 <울어라 키타줄>, <사랑찾아 칠백리>, <하룻밤 풋사랑>, <이별의 성당고개> 등을 히트시켰다. 1957년 말에 도미도레코드로 이전, <한많은 대동강>, <짝사랑>, <물새야 왜 우느냐>, <이별의 부산항>, <청춘등대>, <향수의 블루스>, <동백 꽃일기>, <남원땅에 잠들었네> 등의 히트곡을 쏟아내었고, 빅토리레코드에서 <해운대 엘레지>를 발표하여 크게 히트시켰다. 1960년대 중반까지도 <돌아가자 남해 고향>, <한 많은 명사십리> 등을 취입하여 히트시켰다.
특이하게도 1950년대부터 영화 녹음기사와 가수활동을 병행 하였으나 단 한차례도 가수로서 무대에 서거나 방송이나 매체에 출연한 바 없이 오로지 음반 취입만으로 가수 활동을 하였기 때문에 오랫동안 얼굴 없는 가수로 알려져 있었다. 그의 또 다른 직업인 영화 녹음기사로서의 직업에 충실하기 위함이었고 연예인으로 활동하는 것에 대해 손인호님의 부인이 심하게 반대하였다고 한다.
덕분에 영화계에서는 없어서는 안될 독보적인 인물로 수많은 작품들에 녹음기사로 참여하였다. 50년대에서 80년대까지 제작된 웬만한 영화의 크레딧에는 늘 그의 이름이 올라가 있다고 한다.
그랬던 그가 TV에 최초로 출연한 것은 영화 녹음기사 일을 완전히 은퇴한 이후인 2000년대 이후였다. 아들인 가수 손동준과 함께 가요무대에 출연하여 히트곡을 부르는 등 뒤늦게 가수로서 방송활동을 하였고 가수들의 모임에도 활발히 참석하는 등 연예인으로서의 생활을 하다가 2016년 소천하였다.
가수로 정식 데뷔하기 전인 영화녹음기사 시절에는 나화랑의 <함경도 사나이>가  최초의 취입곡으로 뒤늦게 밝혀진 바있다.
1980년대 중반까지 영화녹음 작업을 했으며, 원로가수거목회, 만나리, 뿌리회 등 가수친목회에서 활발히 활동하였으며, 2013년까지 계속 가요무대에 출연했다.
이후 노환에 따른 간경화로 투병해 오다가 2016년 7월 16일 새벽 6시 40분경 상태가 나빠져 결국 서울특별시 강남구 도곡동 강남세브란스병원에서 향년 89세를 일기로 숨을 거두었으며, 7월 20일 경기도 통일동산 부근 동 경모공원(이북5도민 묘원)에 안장되었다.